# Kim jest Michael
Kim jest Michael (tytuł oryg. I Am Michael) – amerykański film dramatyczny z 2015 roku.
Film jest opartą na faktach historią życia Michaela Glatze'a, zadeklarowanego homoseksualisty i aktywisty LGBT, który przechodzi duchową przemianę. Nawraca się na wiarę w Boga i porzuca swoje dotychczasowe życie. Staje się chrześcijańskim pastorem i wiąże się z kobietą.

## Obsada
- James Franco – Michael Glatze
- Zachary Quinto – Bennett
- Emma Roberts – Rebekah Fuller
- Charlie Carver – Tyler
- Avan Jogia – Nico
- Daryl Hannah – Deborah
- Lesley Ann Warren – matka Michaela
- Devon Graye – Cory
- Evie Thompson – Nicole
- Jenna Leigh Green

## Nagrody i wyróżnienia
- 2015, FilmOut San Diego:
  - nagroda FilmOut Audience w kategorii najlepszy narracyjny film pełnometrażowy (wyróżniony: Justin Kelly)[2]
  - nagroda FilmOut Audience w kategorii najlepszy scenariusz (Justin Kelly, Stacey Miller)[2]
  - nagroda FilmOut Audience w kategorii najlepszy aktor (James Franco)[2]
  - nagroda FilmOut Audience w kategorii najlepszy aktor drugoplanowy (Zachary Quinto)[2]
  - nagroda FilmOut Audience w kategorii najlepsza aktorka drugoplanowa (Emma Roberts)[2]
  - nagroda FilmOut Festival w kategorii najlepsza reżyseria (Justin Kelly)[2]
  - nagroda FilmOut Festival w kategorii najlepszy narracyjny debiut pełnometrażowy[2]
  - nagroda FilmOut Festival w kategorii najlepsza aktorka drugoplanowa (Emma Roberts)[2]
- 2015, Guadalajara International Film Festival:
  - nominacja do nagrody PREMIO MAGUEY w kategorii najlepszy film pełnometrażowy (Justin Kelly)[2]